# Platycerium
Platycerium Desv., 1827 è un genere di felci epifite della famiglia Polypodiaceae. Le specie di questo genere sono comunemente conosciute come  felci a corna di cervo a causa della singolare forma delle loro foglie.

## Descrizione

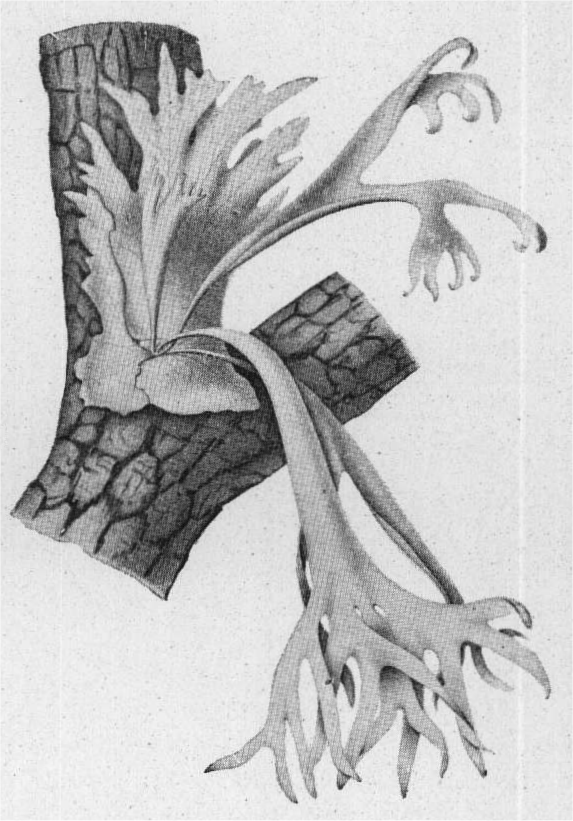

Gli sporofiti di Platycerium hanno radici che crescono da un breve rizoma che porta due tipi di fronde: fronde basali e fronde fertili. Le fronde basali sono sterili, di forma tondeggiante, e formano una lamina spugnosa che aderisce al tronco degli alberi, proteggendo le radici. In alcune specie il margine superiore di queste fronde forma una coppa in cui si raccolgono l'acqua piovana e i detriti organici. Dalla base delle fronde sterili si dipartono le fronde fertili, erette o ricadenti, dalla particolare forma lobata che ricorda le corna dell'alce. Nella pagina inferiore delle fronde fertili si possono trovare le spore.

## Distribuzione e habitat
Le specie del genere Platycerium sono diffuse nelle aree tropicali di Sud America, Africa, Asia sud-orientale, Australia e Nuova Guinea.

## Tassonomia
Il genere Platycerium comprende le seguenti specie:
- Platycerium andinum Baker
- Platycerium alcicorne (Willemet) Desv.
- Platycerium bifurcatum (Cav.) C. Chr.
- Platycerium coronarium (Mull.) Desv.
- Platycerium elephantotis Schweinf.
- Platycerium ellisii Baker
- Platycerium grande (Fée) Kunze
- Platycerium hillii T. Moore
- Platycerium holttumii de Jonch. & Hennipman
- Platycerium madagascariense Baker
- Platycerium quadridichotomum (Bonap.) Tardieu
- Platycerium ridleyi Christ
- Platycerium stemaria (P. Beauv.) Desv.
- Platycerium superbum de Jonch. & Hennipman
- Platycerium veitchii (Underw.) C. Chr.
- Platycerium wallichii Hook.
- Platycerium wandae Racib.
- Platycerium willinkii T. Moore